# Polystira macra
Polystira macra is een slakkensoort uit de familie van de Turridae. De wetenschappelijke naam van de soort is voor het eerst geldig gepubliceerd in 1934 door Paul Bartsch. De soort werd gevonden nabij de kust van Puerto Rico. De schelp van het type-exemplaar is 32 mm lang, heeft een grootste diameter van 6,7 mm en telt 13,5 windingen.